# Koshimizu
Koshimizu (jap. 小清水町 Koshimizu-chō) – miasto w Japonii, w prefekturze Hokkaido, w podprefekturze Ohōtsuku. Według danych na rok 2020 miejscowość zamieszkiwało 4 623 mieszkańców , a gęstość zaludnienia wyniosła 16,1 os./km².